# Jay Ali
Jay Ali é um ator inglês residente em Los Angeles. Ele é conhecido por seus papéis como Timothy em The Fosters da Freeform e Ray Nadeem em Daredevil.

## Biografia
Jay Ali cresceu jogando críquete. Ele manifestava interesse em atuar. Apesar de seus pais reprovarem esse interesse, ele viajou para os Estados Unidos para dar inicio a sua carreira como ator, mesmo não tendo nenhuma experiência. Ele achou o trabalho surpreendentemente difícil, dizendo: "Eu conheci muitas pessoas que me disseram que eu estava perdendo meu tempo e deveria voltar para a Inglaterra ... Eles me garantiram que nenhum gerente ou agente me tocaria e eu nunca faria uma audição. Eu conheci meus gerentes um mês depois de chegar. " Ele havia assinado com o Sweeney Entreteniment, apesar de contar os seus fundadores que ele não tinha um visto de trabalho ou a capacidade de fazer o sotaque americano. Ele fez o teste para The Fosters em 2012 e ganhou o papel de Timothy. Ele fez o teste com sotaque americano, mas quando os diretores de elenco ouviram seu sotaque natural britânico, ele foi aceito imediatamente. Em março de 2018, Ali foi escalado como Rahul "Ray" Nadeem na terceira temporada de Daredevil.

## Filmografia
| Ano       | Título                                    | Papel                     | Notas                       |
| --------- | ----------------------------------------- | ------------------------- | --------------------------- |
| 2009      | Melrose Place                             | Hassan                    | Episódio: "Shoreline"       |
| 2010      | Rizzoli & Isles                           | Brock                     | Episódio: "I Kissed a Girl" |
| 2011-2018 | Bloomers                                  | Vaughan Daldry            | Elenco principal            |
| 2012      | Darling Companion                         | Sam                       |                             |
| 2013      | What Would Dylan Do?                      | Ravi                      | Filme para TV               |
| 2013-2018 | The Fosters                               | Timothy                   | Recorrente, 18 episódios    |
| 2015      | NCIS                                      | Omar Malik                | Episódio: "Status Updata"   |
| 2015      | Significant Mother:Jimmy Loves Your Mamma | Atticus Adams             | Filme para TV               |
| 2015      | Significant Mother                        | Atticus Adams             | Recorrente                  |
| 2016      | Grey's Anatomy                            | Doug Hall                 | Episódio: "Odd Man Out"     |
| 2016      | WTF Baxter?                               | Curta-metragem televisivo |                             |
| 2016      | Beauty & the Beast                        | O Príncipe Sheikh Abu     | Episódio: "Au Revoir"       |
| 2016      | Scorpion                                  | Bryce MacMillan           | Episódio: "Bat Poop Crazy"  |
| 2016      | Pitch                                     | David                     | Episódio: "Wear It"         |
| 2017      | Me, Myself & I                            | Nigel                     | Episódio: "New Job"         |
| 2018      | Marvel's Daredevil                        | Rahul "Ray" Nadeem        | Elenco principal            |
| 2018      | The Illegal                               | Zayen Khan                |                             |
| 2018      | The Rookie                                | Det. Singh                | 1 episódio                  |